# Dimitrij Dudík
Dimitrij Dudík (* 2. dubna 1963, Ostrava, Československo) je český dramatik, rozhlasový a divadelní režisér.

## Umělecké začátky
V mládí působil jako scenárista a principál ochotnického spolku s názvem Jantarové divadlo. Pro ostravský rozhlas v té době režijně natočil dvě vlastní rozhlasové hry; na klubové scéně Divadla Jiřího Myrona byla herci činohry nastudována a po tři sezóny reprízována jeho divadelní hra Želva.

## Studium
V roce 1990 nastoupil na DAMU v Praze do ročníku Luboše Pistoriuse na obor režie. Od třetího roku studia zahájil řadu pohostinských režií v oblastních i pražských divadlech, promoval v roce 1995 na oboru dramaturgie v době, kdy byl již zaměstnán jako režisér v Městském divadle v Mostě.

## Divadelní režie
Další divadelní režie vytvořil v Opavě, Karlových Varech, Chebu, v pražském Rubínu, v divadle Semafor a v divadelní skupině Josefa Dvořáka.

## Rozhlasové režie
Pro Český rozhlas pracoval zpočátku externě, od roku 2000 jako stálý režisér. Na svém kontě má přibližně šest tisíc natočených pořadů, autorsky řadu rozhlasových adaptací, čtení a dramatizací, pod devíti rozhlasovými hrami je podepsán jako autor. Natočil také kolem stovky audioknih pro nejrůznější vydavatelství mluveného slova.
- 1997 Berta Laufrová: Kamenná fantazie, rozhlasová hra, osudy největšího sochaře českého baroka Matyáše Bernarda Brauna. Český rozhlas, režie: Dimitrij Dudík. hráli: Michal Dlouhý, Jan Potměšil, Radovan Lukavský, Simona Stašová, Boris Rösner, Miloš Hlavica, Pavel Vondra, Antonín Molčík a další. Stereoscénář: Radek Veselý, dramaturgie: Marie Říhová.[1]
- 1998 Janusz Glowacki: Fortinbras se opil, v titulní roli Boris Rösner
- 2005 Jules Verne: Robur dobyvatel hrají: Jan Hartl, Alois Švehlík, Jiří Štěpnička, David Novotný, Ivan Řezáč, Pavel Nový, Ilja Racek, Daniel Rous, Aleš Procházka, Petr Šplíchal, Tomáš Pergl, Vladimír Gromov, Vladimír Rusko, Robert Tamchyna, Ladislav Reich, Jiří Litoš, Václav Balák, Jan Kostroun, Bedřich Švácha, Jana Knappová, Libuše Pražáková. Rozhlasová úprava: Michal Lázňovský, hudba: Michal Rataj, zvuk: Radek Veselý, režie: Dimitrij Dudík, dramaturgie: Ivan Hubač.[2]
- 2006 Franz Kafka – Zámek, v hlavní roli Vladimír Dlouhý, vyhodnoceno jako nejlepší rozhlasová hra roku v anketě Neviditelný herec,
- 2007 Alexandre Dumas – Královna Margot, komplet dvanácti rozhlasových činoher, v titulní roli Andrea Elsnerová, vyhodnoceno jako nejlepší rozhlasová hra roku v anketě Neviditelný herec,
- 2008 Bratři Čapkové: Adam stvořitel, v titulní roli Viktor Preiss, jeho alter ego Ivan Trojan,  Boží hlas Otakar Brousek, nadčlověk Miles Vladimír Čech, zmetek Ota Jirák, Eva Nela Boudová, Lilith Martina Hudečková, žena Alter Egova Dana Černá, rétor Alois Švehlík, poeta Arnošt Goldflam, vědátor Josef Somr, romantik Zdeněk Maryška, Hédonik Daniel Rous, filosof Přemysl Rut a další. Hudba Petr Mandel.
- 2008 Helena Sýkorová: O princi poutníkovi, na motivy příběhu Washingtona Irvinga s použitím překladu Josefa Václava Sládka. Hudba Petr Mandel. Dramaturgie Václava Ledvinková. Režie Dimitrij Dudík. Účinkují: Kryštof Hádek, Petr Pelzer, Ilja Racek, Blanka Bohdanová, David Novotný, Pavel Rímský, Lucie Pernetová, Michal Zelenka, Kamil Halbich, Jan Přeučil, Milan Slepička, Josef Somr, Petr Šplíchal, Eva Přibylová, Tomáš Pergl, Dana Reichová, Jiří Litoš a Taťjana Gruntová. Český rozhlas, 2008. (57 min.)[3]
- 2009 Svatopluk Čech: Epochální výlet pana Broučka do XV. století[4]
- 2010 Henry Kuttner: Byl to démon! (Call Him Demon, 1946 ), v roce 2010 dramatizováno jako rozhlasová hra v Českém rozhlasu. Překlad: Tomáš Korbař, damatizace a režie: Dimitrij Dudík, hudba: Marko Ivanovic, hráli: Bobbie (Ivan Trojan), Jana (Dana Černá), Emily (Veronika Žilková), Beatrice (Klára Sedláčková-Oltová), Bobbie – dítě (Jiří Köhler), Jana – dítě (Magdalena Podrazilová), Emily – dítě (Samanta Rožánková), Beatrice – dítě (Johana Sládková), babička (Viola Zinková), strýc Ludvík (Jiří Lábus), strýc Bert (Kamil Halbich), teta Bessie (Simona Postlerová), policista (Jiří Knot), muž (Jan Kostroun), muž (Petr Šplíchal), žena (Tereza Klomínková).[5].
- 2011 – Eduard Bass: Dramatizace povídky Světlo v tmách. Hráli: inspektor Neherna: Kamil Halbich, policejní rada: Ilja Racek, zločinec Vodvářka: Miroslav Táborský, režie Dimitrij Dudík.
- 2011 Jules Verne: Na kometě, vědecko-fantastická komedie se zpěvy na motivy stejnojmenného románu Julese Vernea, vyhodnoceno jako nejlepší rozhlasová hra roku v anketě Neviditelný herec, hrají a zpívají Viktor Preiss, Michal Pavlata, Josef Somr, Arnošt Goldflam, Lucie Černíková a další. Režie:
- 2012 Janusz Glowacki: Čtvrtá sestra, v hlavních rolích Miroslava Pleštilová, Pavla Beretová, Lucie Černíková a Michal Zelenka,
- 2012 Tom Rob Smith: Dítě číslo 44, v hlavní roli Martin Myšička[6].
- 2014 Christian Giudicelli: Kolečko po závodní dráze (v překladu  Jana Cimického), v hlavní roli Jan Hartl,
- 2014 Lars Saabye Christensen: Chet tady nezahraje, v hlavní roli Michal Dlouhý,  s živou jazzovou muzikou,
- 2015 David Auburn: Důkaz (Proof), v hlavních rolích Viktor Preiss a Magdaléna Borová,
- 2016 Hra dle románu Toma Roba Smithe v dramatizaci Šárky Koskové, v soutěži Audiokniha roku hlavní cena za nejlepší zvuk a cena za nejlepší dramatizaci. V hlavních rolích Martin Myšička, Dana Černá a asi třicet dalších.
- 2018 Petr Dudek: Traktor. V hlavní roli Václav Kopta.
- 2019 Neil Simon: Apartmá v hotelu Plaza, třídílné rozhlasové zpracování (1. díl: Host z lepších kruhů, 2. díl: Host z Hollywoodu, 3. díl: Svatební hosté), Překlad: Ivo T. Havlů, hudba: Kryštof Marek, dramaturg: Martin Velíšek, režie: Dimitrij Dudík, premiéra: 29. 12. 2019, hrají: Bára Hrzánová, Igor Bareš, Jan Battěk, Andrea Elsnerová, Lucie Pernetová, Michal Dlouhý, Zuzana Slavíková, Marek Holý, Václav Kopta.[7]
- 2021 Jakuba Katalpa: Zuzanin dech, třináctidílná četba na pokračování Českého rozhlasu, pro rozhlas upravila autorka, v režii Dimitrije Dudíka četla Andrea Elsnerová.[8]
- 2021 Théophile Gautier: Charles Baudelaire, šestidílná četba na pokračování, z překladu Otokara Levého připravil Petr Turek. V režii Dimitrije Dudíka četl Aleš Procházka.[9]
- 2022 Jan Otčenášek: Romeo, Julie a tma.[10]

### Režie podle textůPetra Stančíka
- 1997 Matná Kovářka (Český rozhlas), podle stejnojmenné povídky z knihy Admirál čaje; přednáší Radovan Lukavský
- 1997 Srdcadlo (Český rozhlas), výběr básní ze sbírky První kost božího těla; recituje Ivan Trojan
- 2002 Obojí pramen (Český rozhlas), dramatizace stejnojmenné knihy; účinkují Petr Pelzer, Lukáš Hlavica, Jiří Lábus, Otakar Brousek st. a Věra Slunéčková, zvukový design Michal Rataj
- 2008 Pérák (Český rozhlas), 12 dílů čtení na pokračování podle stejnojmenné knihy, dramaturgie Pavel Kácha, účinkují Dana Černá, Přemysl Rut, Aleš Procházka a Petr Stančík, hudba Přemysl Rut
- 2010 Virgonaut (Český rozhlas), výběr básní ze stejnojmenné sbírky, recitují Milan Bahúl a Jan Novotný, zvukový design Michal Rataj
- 2012 Ctiborova dobrodružství v podzemní zemi (Český rozhlas), podle knihy Mrkev ho vcucla pod zem, účinkuje Vladimír Čech
- 2016 Petr Stančík: Mlýn na mumie (Tympanum), absolutní vítěz v soutěži Audiokniha roku a zároveň hlavní cena za nejlepší četbu. Vypráví Ivan Řezáč a Zdeněk Maryška.
- 2018 Až se ostří lepí na prst. Masový vrah a kanibal z Motola. 5 dílů z cyklu Kriminální příběhy z Čech, Moravy a Slezska. (Český rozhlas, Praha 2017), účinkují Jiří Černý, Tomáš Černý, Pavel Rímský. Dramaturgie Klára Fleyberková.
- Výročí Wagnera na ostří nože. Čtyřnásobný vrah ze Sacramenta. 5 dílů z cyklu Kriminální příběhy z Čech, Moravy a Slezska. (Český rozhlas, Praha 2018). Účinkují Jan Hartl, Aleš Procházka a Taťjana Medvecká. Dramaturgie Klára Fleyberková.
- 2018 Nulorožec, audiokniha, Pavel Rímský a Arnošt Goldflam
- 2019 Andělí vejce, audiokniha, vypráví Lukáš Hlavica
- 2019 Fíla, Žofie a smaragdová deska, audiokniha,Martin Myšička a Zdeněk Maryška
- 2019 Pumpa, povídka, Arnošt Goldflam
- 2019 H2O a tajná vodní mise, Taťjána Medvecká